# Gymnetini
I Gymnetini (Kirby, 1827) sono una tribù di Coleotteri scarabeidi cetonini diffusi in America.

## Morfologia

### Adulto
I Gymnetini sono caratterizzati dal pronoto  posteriormente lobato, che il si sovrappone allo scutello, coprendolo completamente.

Alcune specie sono di colori metallici come i Cetoniini, mentre altre mostrano una colorazione tigrata a strisce nere su fondo giallo, arancio o rosso, tipica di questa tribù; altre specie ancora possono essere caratterizzate da uno schema cromatico dai colori piuttosto spenti e opachi.

### Larva
Le larve hanno l'aspetto di vermi bianchi dalla forma a "C". Presentano le tre paia di zampe atrofizzate ed il capo sclerificato.